# Ernst Christian August Behrens
Ernst Christian August Behrens (* um 1754 in Tripkau; † 1. Juni 1817 in Arfrade, heute Ortsteil von Stockelsdorf) war ein deutscher Baumeister, Ingenieur und Kartograf.

## Leben
Über Ernst Christian August Behrens Herkunft ist kaum etwas bekannt. Er erlernte das Bauhandwerk in Berlin. Von 1776 bis 1783 arbeitete er als Baukondukteur im Kurfürstentum Hannover. 
1783 kam er nach Mecklenburg-Schwerin und war bis 1799 als Bauinspektor tätig, zunächst in Schwerin, ab 1787 in Hagenow und von 1793 bis 1799 als Kammerbediensteter. Seine 1796 veröffentlichte mecklenburgische Landbau-Kunst ist mit ihren Berechnungen, Plänen und Abbildungen eine wichtige Quelle der ländlichen Baukunst. Karl Baumgarten hat nachgewiesen, dass nach den Entwürfen tatsächlich gebaut worden ist. Johann Heinrich von Thünen benutzte noch 1826 in Der isolirte Staat in Beziehung auf Landwirthschaft und Nationalökonomie die Berechnungen von Behrens. Von 1800 bis 1802 war Behrens Landbaumeister in Mecklenburg-Strelitz.
1802 berief ihn der Lübecker Rat zum Stadtbaumeister. In Lübeck projektierte er auf der Grundlage der Arbeiten des hannoverschen Ingenieuroffiziers Johann Ludewig Hogrewe den Ausbau des Stecknitzkanals. Er leitete ab 1804 die Demolierung der Bastionärbefestigung rund um die Lübecker Altstadt sowie nach der Übernahme des Johannisklosters durch die Stadt 1804 dessen Teilabbruch und Neubau. Am Rathaus führte er Restaurierungsarbeiten durch. 

Ehemalige Domdechanei, 1810 von Behrens zum Waisenhaus umgebaut (Foto vor 1919)

Die in Folge des Reichsdeputationshauptschlusses städtisch gewordene Domdechanei (Domkirchhof 7) baute er 1810 für das Waisenhaus um. Ebenso baute er Lehrerwohnungen der Domschule in eine andere Domkurie ein. 
Behrens erwarb sich großes Ansehen durch seine Erarbeitung einer Topographischen Karte des Lübecker Staatsgebietes, die die Grundlage für alle Lübecker Karten vor 1877 bildete. Dazu vermaß er 1807 eine 400 Ruten lange Basis zwischen dem Lübecker Dorf Wesloe und dem Hof Hohewarte an der Wakenitz und führte unter Assistenz seiner beiden Söhne Heinrich Ludwig Behrens und Carl Georg Behrens bis 1811 eine Triangulation und Detailaufnahme aus, aus der die Grundkarte im Maßstab 1:25.000 entstand.
Mit der Eingliederung Lübecks in das Französische Kaiserreich zum 1. Januar 1811 wurde Behrens zum Ingenieur des Pontes & Chaussées ernannt. Ab 1811 war er vor allem für ein ehrgeiziges Projekt der französischen Besatzer tätig, nämlich den Ausbau des Stecknitzkanals als Teil eines Wasserweges von der Seine bis zur Ostsee, den Canal de la Seine à la Baltique zu planen. 1813 beauftragten ihn die Franzosen mit dem Bau einer festen Nachschub- und Rückzugsverbindung nach Hamburg, für den viele Lübecker Zwangsdienste leisten mussten. 
Im Jahr 1813 wurde er von Bürgermeister Friedrich Adolf von Heinze durch den dänischen Architekten Joseph Christian Lillie als Lübecker Stadtbaumeister ersetzt, blieb aber als Ingenieur in Diensten der Stadt. Beide wurden nach Wiedereinsetzung des Lübecker Rats 1815 entlassen, Ilsabe von Bülow vermutet aus wirtschaftlichen Gründen und sieht zumindest bei Lillie keine politischen Motive des Rats. Behrens zog auf den von seinem Sohn Heinrich Ludwig gepachteten Hof Arfrade.
Erst 1820 wurde mit Heinrich Nikolaus Börm (1780–1830) ein neuer Stadtbaumeister ernannt.

## Werke

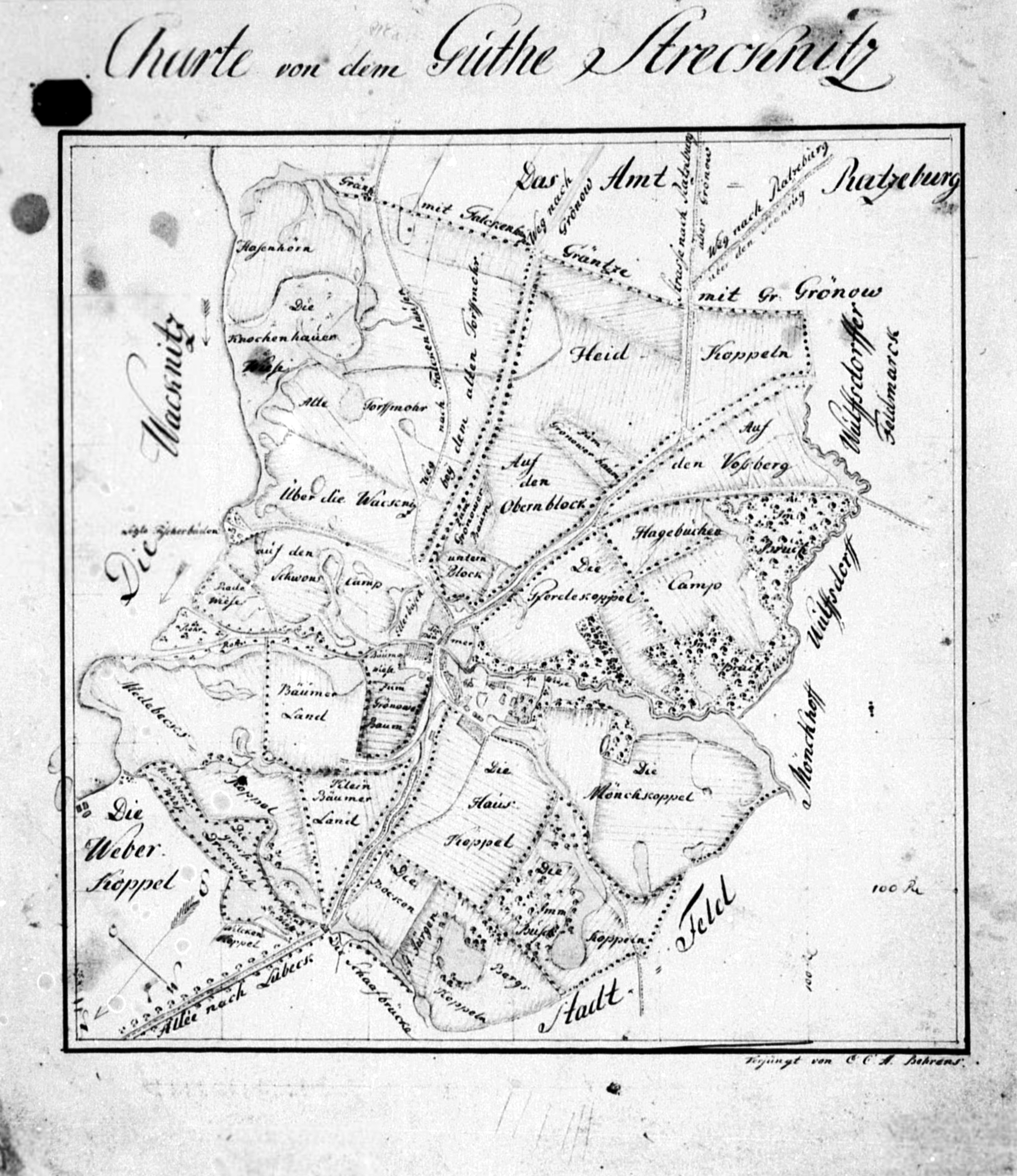
E. C. A. Behrens: verjüngte Karte von Gut Strecknitz

- Die practische Mühlen-Baukunst oder gründliche und vollständige Anweisung zum Mühlen- und Mühlen-Grundwerks-Baue mit den Haupt- und Specialrissen: zum gemeinnützigen Gebrauche für Bauliebhaber, Müller und Zimmerleute ausgearbeitet . Schwerin: Bärensprung 1789

Digitalisat, Bayerische Staatsbibliothek
- (Karten in:) August Georg von Brandenstein: Noch Etwas über die Schiffbarmachung der Elde: Mecklenburgs wahren Patrioten gewidmet und zur unpartheyischen Prüfung vorgelegt. Schwerin: Bärensprung 1792

Digitalisat, SLUB
- (Karten in:) Hermann Friedrich Becker: Erläuterung zweyer Stromcharten Mecklenburgs. Schwerin: Bärensprung 1792

Digitalisat, Universitätsbibliothek Rostock
- Die Mecklenburgische Land-Baukunst oder Sammlung von Original-Zeichnungen, wornach gebauet worden ist, und noch gebauet wird zum Gebrauch für Guts-Besizzer, Beamten, Forst- und Oekonomie-Bedienten und Pächter. Schwerin; Wismar: Bödner 1796

Digitalisat, Bayerische Staatsbibliothek
- Beschreibung eines erprobten Instruments wodurch ein Dieb, er mag durchs Fenster einsteigen, oder durch eine Wand brechen, allemal entdekt, wenigstens aber sicher verscheucht wird. 1797

Digitalisat, Staatsbibliothek Berlin
Digitalisat, SLUB